# Juntos hasta la muerte
Juntos hasta la muerte (título original en inglés Colorado Territory) es un western estadounidense de 1949 dirigido por Raoul Walsh. Es una nueva versión de la película "negra" de 1941, también dirigida por Walsh, High Sierra.
Stuart Heisler dirigió en 1955 una tercera versión titulada He muerto miles de veces (en inglés I Died a Thousand Times), protagonizada por Jack Palance y Shelley Winters.

## Argumento
En 1870, uno de los últimos forajidos de los estados fronterizos, Wes McQueen (Joel McCrea), es ayudado a escapar de una prisión de Misuri. La evasión es urdida por un viejo amigo, Dave Rickard (Basil Ruysdael), que ya físicamente deteriorado necesita su ayuda para acometer un último asalto a un tren, del que tiene ya todo planeado. Sin embargo la banda de forajidos que ha reunido Dave no es del agrado de Wes, con la excepción de una bella mujer exbailarina de music-hall, Colorado Carson (Virginia Mayo). Wes que desea reformarse y abandonar la vida de forajido se muestra inicialmente reticente a aceptar el trabajo pero finalmente accederá por gratitud y amistad con Dave.

## Reparto
| Actor          | Papel                 |
| -------------- | --------------------- |
| Joel McCrea    | Wes McQueen           |
| Virginia Mayo  | Colorado Carson       |
| Dorothy Malone | Julie Ann Winslow     |
| Henry Hull     | Fred Winslow          |
| John Archer    | Reno Blake            |
| James Mitchell | Duke Harris           |
| Morris Ankrum  | United States Marshal |
| Basil Ruysdael | Dave Rickard          |
| Frank Puglia   | Brother Tomas         |
| Ian Wolfe      | Homer Wallace         |